# وندیسراتوپس
وندیسراتوپس (نام علمی: Wendiceratops) نام یک سرده از تیره شاخ‌چهرگان است.